# Николета Грасу
Николета Грасу (рум. Nicoleta Grasu; Secuieni, 11. септембар 1971) је румунска бацачица диска рођена 11. септембра 1971. у Secuieni као Николета Градинару, али је узела ново презиме када се удала за колегу, бацача диска, Костела Грасуа, који јој је и тренер.
У својој 30 година дугој атлетској каријери Николета Грасу је учесвовала на свим великим атлетским такмичењима са више или мање успеха. На Летњим олимпијским играма учествовала је шест пута, али никад није освојила медаљу. Најбоља је била 2004. у Атини када је освојила пето место.
Учествовала је на 10 светских првенстава, а на 4 је освајала бронзане медаље. Накнадном дисквалификацијом Рускиње Наталије Садове на Првенству 2001. у Едмонтону освојену бронзану медаљу је заменила за сребрну, померајући се за једно место унапред.
Европска првенства су јој донела три медаље: једну сребрну 2010. у Барселони и две бронзане 1998. у Будимпешти и 2006. у Гетеборгу.
Учествовала је на две Универзијде и освојила злато 1999. у Палма де Мајорци и бронзу 1997. у Катанији.
Највише успеха имала је на балканским првенствима у атлетици где је учествовала шест пута и освојила исто толико златних медаља.
Освојила је 14 националних титула првакиње Румуније: 1992, 1993, 1995-1997, 1999—2002, 2004—2006, 2008 и 2009.
Лични рекорд постигла је 7. августа 1999. у Појана Брашов који износи 68,80 метара.

## Значајнији резултати
| Год. | Такмичење                          | Место                               | Пласман | Резултат |
| ---- | ---------------------------------- | ----------------------------------- | ------- | -------- |
| 1990 | Светско првенство за јуниоре       | Пловдив, Бугарска                   | 6.      | 53,10 м  |
| 1992 | Европски куп за млађе сениоре      | Гејтсхед, Уједињено Краљевство      | 1.      | 62,58 м  |
| 1992 | Олимпијске игре                    | Барселона, Шпанија                  | 13.     | 60,62 м  |
| 1992 | Балканско првенство                | Софија, Бугарска                    |         | 63,28 м  |
| 1993 | Светско првенство                  | Штутгарт, Немачка                   | 7.      | 62,10 м  |
| 1994 | Франкофонске игре                  | Париз, Француска                    |         | 60,80 м  |
| 1994 | Европско првенство                 | Хелсинки, Финска                    | 4.      | 63,64 м  |
| 1994 | ИААФ Гран при финале               | Париз, Француска                    | 7.      | 59,70 м  |
| 1995 | Прва лига европског купа           | Турку, Финска                       | 1.      | 61,96    |
| 1995 | Светско првенство                  | Гетеборг Шпанија                    | 18.     | 58,62    |
| 1996 | Прва лига европског купа           | Фана, Норвешка                      | 1.      | 64,64    |
| 1996 | Олимпијске игре                    | Атланта, САД                        | 7.      | 63,28 м  |
| 1997 | Светско првенство                  | Атина, Грчка                        | 10.     | 60,14    |
| 1997 | Универзијада                       | Катанија, Италија                   |         | 60,08 м  |
| 1997 | Балканско првенство                | Атина, Грчка                        |         | 61,02    |
| 1998 | Прва лига европског купа           | Будимпешта, Мађарска                | 2.      | 65,20    |
| 1998 | Балканско првенство                | Атина, Грчка                        |         | 63,58    |
| 1998 | Европско првенство                 | Будимпешта, Мађарска                |         | 65,94 м  |
| 1998 | ИААФ Гран при финале               | Москва, Русија                      | 3.      | 65, 10 м |
| 1998 | Светски куп                        | Јоханезбург, Јужноафричка Република | 2.      | 66,25    |
| 1999 | Суперлига европског купа           | Париз, Француска                    | 2.      | 65,85    |
| 1999 | Балканско првенство                | Истанбул, Турска                    |         | 63,61    |
| 1999 | Универзијада                       | Палма де Мајорка, Шпанија           |         | 65,21 м  |
| 1999 | Светско првенство                  | Севиља, Шпанија                     |         | 65,35    |
| 2000 | Суперлига европског купа           | Гејтсхед, Уједињено Краљевство      | 1.      | 62,35    |
| 2000 | Олимпијске игре                    | Сиднеј, Аустралија                  | 19.     | 58,87 м  |
| 2000 | ИААФ Гран при финале               | Доха, Катар                         | 4.      | 62,39 м  |
| 2001 | Зимски куп Европе                  | Ница, Француска                     | 1.      | 65,54 м  |
| 2001 | Суперлига европског купа           | Бремен, Немачка                     | 3.      | 64,53    |
| 2001 | Франкофонске игре                  | Отава, Канада                       |         | 64,53 м  |
| 2001 | Светско првенство                  | Едмонтон Канада                     |         | 66,24 [  |
| 2002 | Суперлига европског купа           | Анси, Француска                     | 2.      | 63,05    |
| 2004 | Прва лига европског купа           | Пловдив, Бугарска                   | 3.      | 61,40    |
| 2004 | Олимпијске игре                    | Атина, Грчка                        | 6.      | 64,92 м  |
| 2005 | Зимски куп Европе                  | Мерсин, Турска                      | 2.      | 60,75 м  |
| 2005 | Суперлига европског купа           | Фиренца, Италија                    | 4.      | 60,89    |
| 2005 | Светско првенство                  | Хелсинки Хинска                     | 5.      | 62,05    |
| 2005 | Светско атлетско финале            | Монако                              | 5.      | 58,25 м  |
| 2006 | Зимски куп Европе                  | Тел Авив, Израел                    | 3.      | 60,86 м  |
| 2006 | Суперлига европског купа           | Малага, Шпанија                     | 3.      | 61,91    |
| 2006 | Европско првенство                 | Гетеборг, Шведска                   |         | 63,58 м  |
| 2006 | Светско атлетско финале            | Штутгарт, Немачка                   | 2.      | 62,32 м  |
| 2007 | Зимски куп Европе                  | Јалта, Украјина                     | 4.      | 57,59 м  |
| 2007 | Прва лига европског купа           | Милано, Италија                     | 1.      | 61,75    |
| 2007 | Светско првенство                  | Осака Јапан                         |         | 63,40    |
| 2007 | Светско атлетско финале            | Штутгарт, Немачка                   | 3.      | 61,75 м  |
| 2008 | Зимски куп Европе                  | Сплит, Хрватска                     | 1.      | 56,25 м  |
| 2008 | Прва лига европског купа           | Истанбул, Турска                    | 1.      | 66,51    |
| 2008 | Балканско првенство                | Аргос Орестико, Грчка               |         | 64,58    |
| 2008 | Олимпијске игре                    | Пекинг, Кина                        | 12.     | 58,63 м  |
| 2008 | Светско атлетско финале            | Штутгарт, Немачка                   | 2.      | 62,48 м  |
| 2009 | Зимски куп Европе                  | Тенерифе, Шпанија                   | 1.      | 62,61 м  |
| 2009 | Прва лига Екипног превенсва Европе | Берген Норвешка                     | 1.      | 62,51 м  |
| 2009 | Светско првенство                  | Берлин Немачка                      |         | 65,20 м  |
| 2009 | Светско атлетско финале            | Солун, Грчка                        | 4.      | 61,57 м  |
| 2010 | Зимски куп Европе                  | Арл, Француска                      | 3.      | 59,92 м  |
| 2010 | Прва лига Екипног превенсва Европе | Будимпешта Мађарска                 | 1.      | 63,05 м  |
| 2010 | Европско првенство                 | Барселона, Шпанија                  |         | 63,48 м  |
| 2010 | Континентални куп                  | Сплит, Хрватска                     | 6.      | 59,69    |
| 2011 | Зимски куп Европе                  | Софија, Бугарска                    | 2.      | 59,44 м  |
| 2011 | Прва лига Екипног превенсва Европе | Измир Турска                        | 1.      | 60,85 м  |
| 2011 | Светско првенство                  | Тегу, Јужна Кореја                  | 8.      | 62,08 м  |
| 2012 | Зимски куп Европе                  | Бар, Црна Гора                      | 6.      | 60,36 м  |
| 2012 | Олимпијске игре                    | Лондон, УК                          | 14.     | 61,86 м  |
| 2013 | Зимски куп Европе                  | Кастељон де ла Плана, Шпанија       | 10.     | 57,60 м  |
| 2013 | Прва лига Екипног превенсва Европе | Даблин Ирска                        | 1.      | 57,34 м  |
| 2013 | Балканско првенство                | Стара Загора, Бугарска              |         | 56,05 м  |
| 2013 | Светско првенство                  | Москва, Русија                      | 22.     | 56,31 м  |